# Agira
Agira è un comune italiano di 7 531 abitanti del libero consorzio comunale di Enna in Sicilia che sorge sul sito della greca Agyrion (Ἀγύριον in greco antico, Agyrium per i Romani).

## Geografia fisica
Agira sorge sul monte Teja di cui occupa la sommità e le pendici e si trova a nord est della provincia di Enna e dista 35 chilometri dal capoluogo. Si trova nella media valle del Salso, dominando il lago Pozzillo, e il suo territorio comprende anche l'invaso artificiale Sciaguana.

## Storia
Sito strategico inespugnabile, è tra i centri siciliani più antichi. La leggenda narra che la città sia stata fondata prima della guerra di Troia. È nota a Cicerone e Tolomeo.

### Antichità
Secondo Diodoro Siculo, che vi nacque, la città aveva origini sicule. Nel 339 a.C. vi fu dedotta una colonia di 10.000 greci. Ai tempi di Cicerone che la cita nelle Verrine era una città ricca.
Le origini di Agira sono antichissime e dallo studio di alcuni reperti preistorici si è potuto documentare che inizialmente la città fu popolata, circa 30.000 anni fa, quando l'isola era ancora unita alla penisola italica. Nomadi di origine afro-asiatica, già evoluti nella lavorazione di armi di selce, cacciatori, agricoltori, pescatori e forse anche allevatori, si arroccarono sul Monte Teja, perdendo gradualmente le loro originarie caratteristiche per trasformarsi in popolazioni stanziali.
Nell'Area di Agira esistono tracce di abitati umani del Paleolitico, Neolitico ed Età del Bronzo.
I popoli più antichi della Sicilia sarebbero stati, secondo quanto scrive Tucidide, ispirandosi ai miti del tempo, i Ciclopi e i Lestrigoni, che avrebbero abitato anche il Monte Cuccio di Palermo.
Non si sa se i Sicani fossero un popolo indigeno, come essi stessi avrebbero affermato in epoca contemporanea a quella di Tucidide, o se fossero, invece, una popolazione di origine iberica trasferitasi in Sicilia dopo essere stata scacciata dalla zona iberica del fiume Sicano, oggi Segra.
I Sicani, intorno al II millennio a.C., abitarono alcune grotte naturali o artificiali dell'isola, alcune delle quali ancora osservabili ad Agira (ove sono state rinvenute delle ossa umane riferibili a questo periodo), ad Alia e in località Gulfa. La città di Agira, forse la più antica delle città sicane, prende probabilmente il nome da uno dei capi Sicani, Agiride, che la fondò (ma l'origine del nome potrebbe anche connettersi alla presenza di una miniera d'argento vicino alla città, da argyros che in greco significa argento).
Fino al sorgere di Siracusa ed Agrigento, fu certamente fra le maggiori città di Sicilia. Intorno al XI secolo a.C. i Siculi, provenienti dalla penisola italica in fuga dagli Osci, si scontrarono con i Sicani, che furono confinati nelle parti meridionali e occidentali. L'isola, con l'avvento dei Siculi, fu da allora chiamata Sicilia.
Recenti scavi archeologici hanno permesso di rintracciare nell'area del castello medievale, cospicui resti della città greca (abitato e zecca dei secoli V-IV a.C.).
A 350 m, sulla sommità del monte alle falde dello stesso sito dove sorge il castello, scavi eseguiti dalla Soprintendenza hanno portato alla luce i resti di strutture urbane datate tra il VI e IV secolo a.C. con presenza d'intonaco policromo e altri reperti e i resti della Zecca per il conio delle monete, confermando l'antichità della città di Agira.

### Medioevo
Il monastero greco della città era uno dei più importanti della Sicilia. Alla fine dell'XI secolo del monastero greco è scomparsa ogni traccia e nell'ultimo decennio del secolo il monastero di Agira è popolato da monaci benedettini.

### Simboli
Lo stemma è stato riconosciuto con decreto del Capo del governo del 26 settembre 1932:
Da notare come la blasonatura parli di aquila ma nel bozzetto sia rappresentata un'aquila bicipite. Con la concessione del titolo di "città" nel 2016 la corona va sostituita con quella corrispondente al nuovo rango.
Il gonfalone è un drappo di rosso.

## Monumenti e luoghi d'interesse

### Architetture religiose
- Chiesa Reale Abbazia di San Filippo d'Agira[6], all'interno costodisce un Crocifisso ligneo opera di Giovan Francesco Pitorno meglio noto come frate Umile da Petralia.
- Chiesa del Santissimo Salvatore[9]
- Chiesa di Santa Margherita
- Chiesa di San Pietro Apostolo
- Chiesa di Santa Maria Latina (Abbazia di San Filippo)
- Chiesa di Sant'Antonio di Padova
- Chiesa di Sant'Antonio Abate
- Chiesa dell'Annunziata
- Chiesa di San Tommaso
- Chiesa e convento di Sant'Agostino
- Chiesa del Purgatorio
- Chiesa della Madonna del Carmelo
- Chiesa di Santa Chiara
- Chiesa di Santa Maria degli Angeli
- Chiesa di Santa Maria delle Grazie
- Chiesa di Santa Maria di Gesù e convento dell'Ordine dei frati minori riformati

### Architetture militari
- Castello di Agira

Nel periodo sicano forse esisteva già il Palazzo sulla cima del monte Teja (poi divenuto Castello), nel quale abitavano i Capi dei primi Agiri e nel quale abitarono successivamente i principi-tiranni siculi. Oltre al castello si narra esistesse una fortificazione muraria munita di porta ciclopica.
Durante il periodo greco, romano e bizantino, il castello rivestì soltanto un ruolo di rappresentanza ad uso delle varie autorità della città. Con gli arabi, invece, riacquistò il ruolo originario, tornando nuovamente fortezza e costruzione di interesse primario.
La fortificazione della città era formata da tre cinte murarie: la prima girava ad anello attorno al monte subito sotto il castello; la seconda circoscriveva una quota più bassa del monte; la terza, molto irregolare perché seguiva l'andamento delle rocce, si sviluppava all'altezza delle Rocche di S. Pietro.
La porta, detta Eraclea, doveva trovarsi in prossimità di via Adamo. Nel 1354 il Castello ospitò Ludovico d'Aragona. Nei secoli XVI e XVII, perduta la propria funzione militare, cominciò a decadere sino a diventare una rovina già nel secolo XVIII.
Durante il terremoto del 1693 il mastio del castello crollò e la torre centrale ottagonale fu gravemente danneggiata.
Nel 1778 Vivant-Denon annotava che sulle fondamenta delle antiche mura erano state costruite le nuove case. Il castello è, oggi, un rudere (frammenti di mura perimetrali, della torre ottagonale sveva, di una torre a due piani pericolante; una torre a piano terra, una stanza sotto il livello attuale del terreno, brevi tratti di gallerie sotterranee, due pareti) e delle antiche mura rimane solo la torre di nord-est, detta di S. Nicola.

### Altro

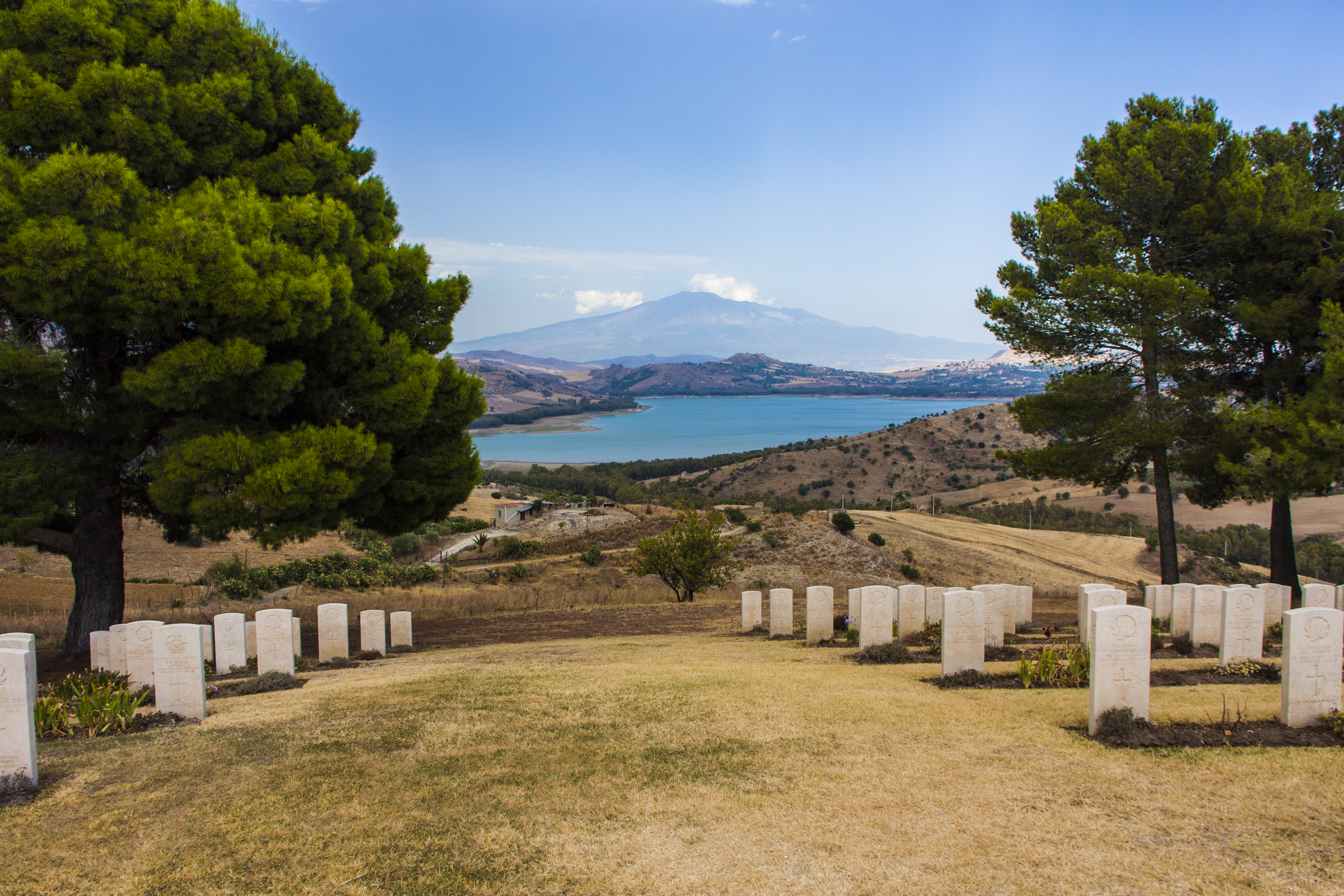
Il cimitero di guerra canadese

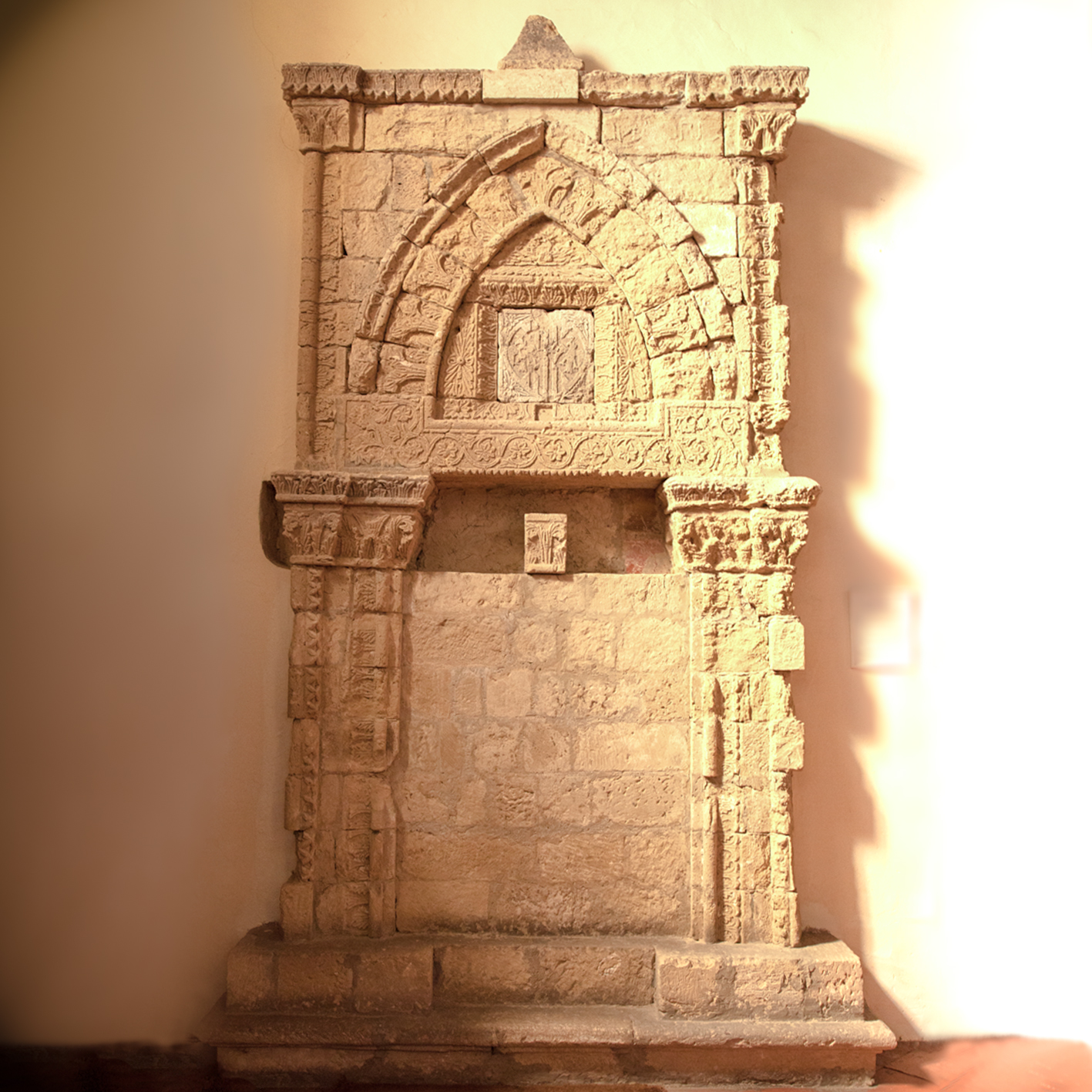
L'aron ebraico custodito nella chiesa del Santissimo Salvatore

- Il cimitero militare canadese di Agira è situato su una collina ai piedi di Agira e raccoglie le spoglie dei soldati del Commonwealth Britannico, tutti provenienti dal Canada, morti durante i combattimenti della seconda guerra mondiale.
- Aron ebraico in pietra: secondo lo studioso Nicolo Bucariasi, si tratta del più antico di cui si ha notizia in Europa[11], conservato all'interno della chiesa del Santissimo Salvatore. Originariamente collocato nella sinagoga di via Santa Croce, nel quartiere arabo di Agira, diventata dopo la cacciata degli ebrei l'oratorio della chiesa di Santa Croce, fino al decennio scorso era considerato distrattamente il resto di un portale, quando nel 1996 sulla rivista della Facoltà Teologica di Sicilia Ho Theológos[12] apparve un articolo di Benedetto Rocco che riconosceva in esso l'Aron e decifrava l'iscrizione "Casa di Giacobbe, venite camminiamo alla luce". Con questa iscrizione gli ebrei datavano l'anno in cui era stata costruita: apponendo dei segni grafici sulle ultime lettere vi si attribuiva anche un valore numerico. Il numero così decifrato fu 5214 dalla creazione del mondo, ovvero il 1454.

## Società

### Evoluzione demografica
Abitanti censiti

## Economia
L'economia è prevalentemente agricola: le coltivazioni più diffuse sono cereali, vite, olivo. Sono inoltre presenti diversi allevamenti ed è presente l'artigianato locale. È inoltre attiva nel campo del commercio, grazie soprattutto alla presenza dell'unico outlet village della Sicilia. Il paese è inoltre membro dell'associazione I borghi più belli d'Italia.
Agira vanta la presenza della casa editrice GAEditori che nel 2016 decise di impiantare un piccolo nucleo culturale nella zona alta del paese creando la distribuzione dei propri libri, il deposito e la prestampa. Oggi la casa editrice di Agira ha una sede operativa anche a Catania.

## Amministrazione
Di seguito è presentata una tabella relativa alle amministrazioni che si sono succedute in questo comune.
| Periodo         | Periodo           | Primo cittadino         | Partito                            | Carica              | Note   |
| --------------- | ----------------- | ----------------------- | ---------------------------------- | ------------------- | ------ |
| 25 maggio 1989  | 5 luglio 1991     | Vincenzo Franzone       | Democrazia Cristiana               | Sindaco             | [ 16 ] |
| 21 gennaio 1992 | 3 dicembre 1992   | Cecilia Maria Algozino  | Democrazia Cristiana               | Sindaco             | [ 16 ] |
| 11 gennaio 1993 | 27 settembre 1993 | Salvatore Longo Minnolo | Democrazia Cristiana               | Sindaco             | [ 16 ] |
| 31 gennaio 1994 | 25 maggio 1998    | Gaetano Giunta          | Partito Democratico della Sinistra | Sindaco             | [ 16 ] |
| 25 maggio 1998  | 27 maggio 2003    | Gaetano Giunta          | L'Ulivo                            | Sindaco             | [ 16 ] |
| 27 maggio 2003  | 17 giugno 2008    | Rosario Sanfilippo      | Centro-destra                      | Sindaco             | [ 16 ] |
| 17 giugno 2008  | 4 maggio 2009     | Gaetano Giunta          | Lista civica                       | Sindaco             | [ 16 ] |
| 4 maggio 2009   | 1º giugno 2010    | Adelaide Spatafora      |                                    | Comm. straordinario | [ 16 ] |
| 1º giugno 2010  | 3 giugno 2015     | Gaetano Giunta          | Lista civica                       | Sindaco             | [ 16 ] |
| 3 giugno 2015   | 7 ottobre 2020    | Maria Gaetana Greco     | PD/Art.1-M.D.P.                    | Sindaco             | [ 16 ] |
| 7 ottobre 2020  | in carica         | Maria Gaetana Greco     | Lista civica Volare alto           | Sindaco             | [ 16 ] |

### Gemellaggi
- Haz-Zebbug dal 1997
- Laurito dal 2017

## Sport

### Calcio
La principale squadra di calcio della città è l'A.S.D. Agira che milita nel girone H siciliano di 1ª Categoria. I colori sociali sono: il giallo-rosso ed il granata.

### Calcio a 5
Esiste anche una squadra di calcio a 5, l'A.D.P. Argyrium che milita nel campionato regionale di Serie C2.

### Calcio a 5 Femminile
Dal 2017 è presente una squadra di Calcio a 5 Femminile, l'A.C.S.D. Sciò, che già nell'anno di esordio porta a casa numerose vittorie, tra le quali il Primo Posto al I Campionato Provinciale UISP.

### Pallavolo
La città vanta anche una società di pallavolo maschile e femminile, l'A.D.P. Volley Agira, che nella stagione 2014/2015 milita in Serie B2. Nella stagione 2012/2013, la società pallavolistica mette a segno un incredibile colpo di mercato portando a vestire la maglia biancorossa il pluriscudettato Daniele Desiderio. Grazie alle doti tecniche del campione italiano e l'unione della squadra Agirina, arriva la prima storica promozione nel campionato di serie B2.
Nella stagione 2015/2016 la società agirina è riuscita a gemellarsi con i Campioni d'Italia del Modena Volley. In tale occasione la cittadina ennese ha ospitato la presidente Catia Pedrini e lo Scudetto della stagione 2015/2016.

### Equitazione
Dal 2018 opera nel settore equestre l'associazione sportiva dilettantistica "Sporting Club Trinacria ASD".